# Те Раупараха
Те Раупараха (маори и англ. Te Rauparaha; ок. 1768 — 27 ноября 1849) — рангатира (вождь) маорийского племени нгати тоа в Новой Зеландии, один из самых влиятельных маорийских вождей первой половины XIX века.

## Ранние годы
С 1807 года мушкеты стали предпочтительным оружием и частично изменили характер межплеменных войн. В 1819 году Те Раупараха активно участвовал в так называемых «мушкетных войнах». Он присоединился к большому военному отряду племени Нгапухи во главе с Тамати Вака Нене; они, вероятно, достигли пролива Кука, прежде чем повернуть назад.

## Миграция

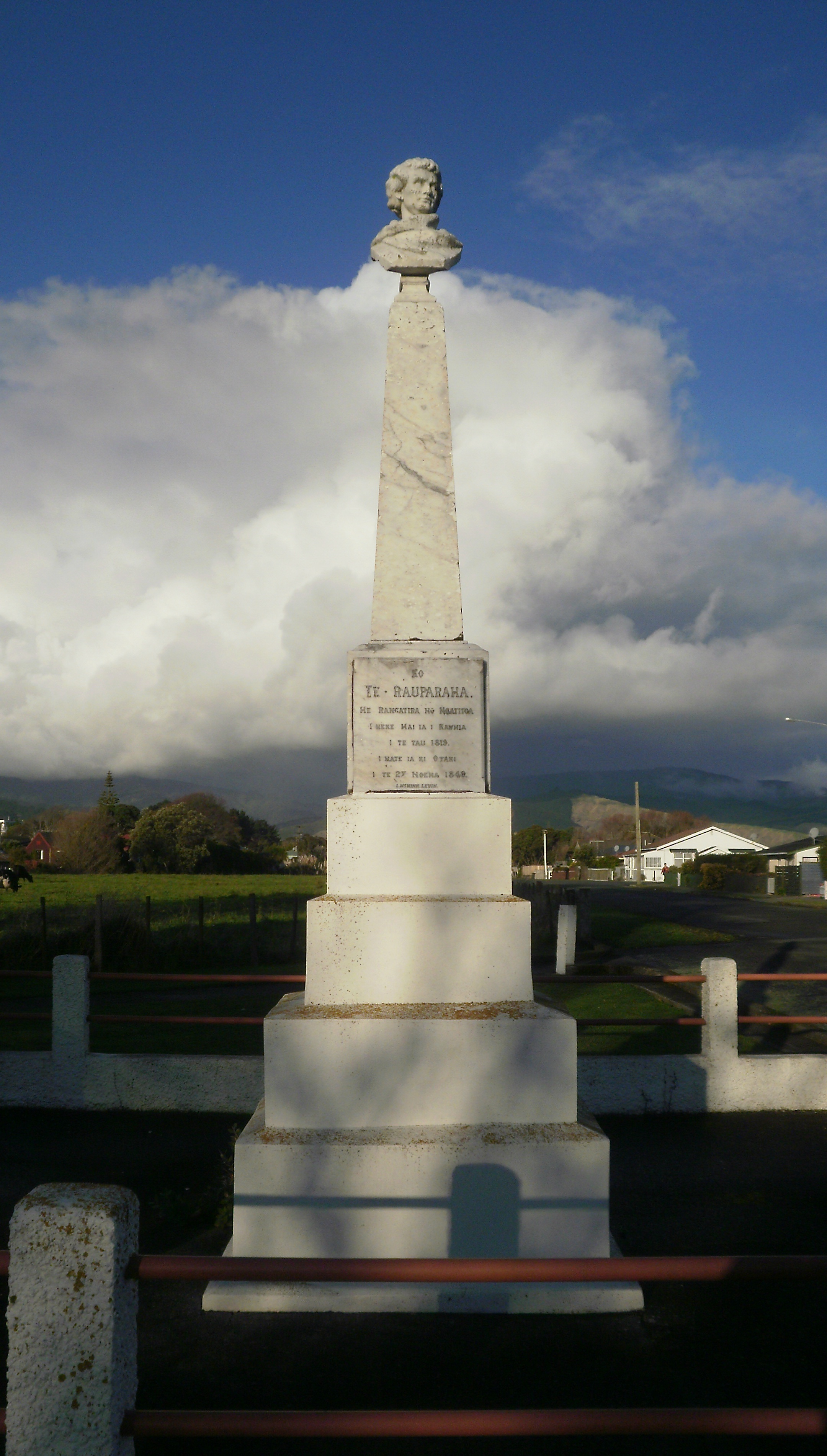
Мемориал Те Раупарахи в Отаки, заказанный его сыном Тамиханой

В течение следующих нескольких лет межплеменная борьба усилилась, и к 1822 году Нгати Тоа и родственные племена были изгнаны со своих земель вокруг гавани Кавиа после многих лет борьбы с различными племенами Уайкато, часто возглавляемыми Те Фероферо. Под предводительством Те Раупарахи они начали отступление с боями или миграцию на юг (эта миграция называлась Те-Хеке-Таху-Таху-ахи), покоряя хапу и иви, двигаясь на юг. Эта кампания закончилась тем, что племя Нгати Тоа контролировало южную часть Северного острова и особенно стратегически расположенный остров Капити, который на какое-то время стал оплотом племен.
В 1824 году от 2000 до 3000 воинов, составлявших коалицию племен с Восточного побережья, Вангануи, Хоровенуа, южных Таранаки и Те Ваи Пунаму (Южный остров), собрались в Вайканаэ с целью захватить остров Капити. Флотилия военных каноэ под покровом темноты высадилась на острове, но она была встречена на высадке силами бойцов Нгати Тоа, возглавляемых или усиленных Те Раупарахой. Последовавшая битва при Ваиоруа, на северной оконечности острова, закончилась разгромом и убийством высадившихся атакующих, которые оказались в невыгодном положении из-за сложной местности и погоды, а также разделенного руководства . Эта решающая победа дала Те Раупараха и Нгати Тоа возможность доминировать над Капити и прилегающим регионом.

## Торговля и дальнейшие завоевания
После битвы при Ваиоруа Те Раупараха начал серию почти ежегодных походов на Южный остров с целью частично захватить источники ценного минерального зеленого камня (нефрит). Между 1827 и 1831 годами он смог расширить контроль племени Нгати Тоа и их союзников над северной частью Южного острова . Его базой для этих морских набегов оставался Капити.
В этот период в регионе были созданы китобойные станции пакеха при поддержке Те Раупараха и при участии многих маори. Некоторые женщины маори вышли замуж за китобоев пакеха, и была налажена прибыльная двусторонняя торговля припасами и мушкетами, что увеличило ману и военную мощь Те Раупарахи. К началу 1830-х годов Те Раупараха победил ветвь племя Рангитане в долине Ваирау и получил контроль над этой областью. Те Раупараха выдал свою дочь Те Ронго замуж за влиятельного китобойного капитана капитана Джона Уильяма Дандаса Бленкинсопа, которому он продал землю в долине Ваирау для китобойной станции. Неизвестно, понимал ли Те Раупараха все последствия договора купли-продажи, который он подписал и передал капитану.
Затем Те Раупараха нанял бриг Элизабет, капитаном которого был Джон Стюарт, чтобы доставить себя и около 100 воинов в гавань Акароа с целью нападения на местное племя Нгаи Таху. Спрятанный под палубой Те Раупараха и его люди захватили вождя Нгаи Таху Те Маихарануи, его жену и дочь, когда они взошли на борт брига по приглашению Стюарта. Несколько сотен Нгаи Таху были убиты как на борту «Элизабет», так и во время внезапной посадки на следующее утро. Во время обратного путешествия в Капити вождь задушил свою дочь Нгу Роймату, чтобы спасти ее от предполагаемого насилия . Те Раупараха был в ярости, и после их прибытия в Капити Те Маихарануи и другие пленники были убиты.
В 1831 году Те Раупараха взял крепость племени Нгаи Таху в Каиапои после трехмесячной осады, а вскоре после этого взял па Онаве в гавани Акароа, но эти и другие сражения на юге носили характер мести (уту), а не для контроля над территорией. Дальнейшие завоевания на юге были остановлены серьезной вспышкой кори и растущей силой южных хапу (родов), которые тесно сотрудничали с растущим европейским китобойным сообществом в прибрежных районах Отаго и в Блаффе.

## Европейское поселение

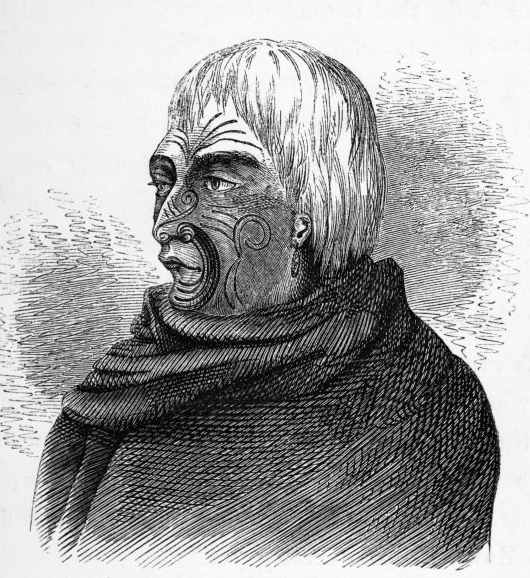
Те Раупараха, современный эскиз

В последние годы жизни Те Раупараха произошли самые драматические изменения. 16 октября 1839 года экспедиция Новой Зеландии под командованием полковника Уильяма Уэйкфилда прибыла на остров Капити. Они стремились купить огромные участки земли с целью создания постоянного европейского поселения. Те Раупараха продал им землю в районе, который позже стал известен как Нельсон и Голден-Бей.
Те Раупараха попросил преподобного Генри Уильямса прислать миссионера, и в ноябре 1839 года Октавиус Хэдфилд отправился с Генри Уильямсом, и Хэдфилд основал англиканскую миссию на побережье острова Капити.
14 мая 1840 года Те Раупараха подписал копию Договора Вайтанги, полагая, что договор гарантирует ему и его союзникам владение территориями, завоеванными за предыдущие 18 лет. 19 июня того же года он подписал еще одну копию договора, когда майор Томас Банбери настоял на этом.
Те Раупараха вскоре встревожился наводнением британских поселенцев и отказался продавать больше своих земель. Это быстро привело к напряженности, и результатом стал инцидент в Уаирау, когда группа из Нельсона попыталась арестовать Те Раупараха, и 22 из них были убиты, когда они из страха открыли огонь по Те Раупарахе и его людям. Последующее правительственное расследование оправдало Те Раупараха, что еще больше разозлило поселенцев, которые начали кампанию за губернатора Роберта Фицроя.

## Захват и возможная смерть
Затем, в мае 1846 года, в долине Хатт вспыхнули бои между поселенцами и племянником Те Раупарахи, Те Рангихаэатой, другим видным военным лидером Нгати Тоа во время Мушкетных войн. Несмотря на его заявленный нейтралитет, Те Раупараха был арестован после того, как британцы захватили секретные письма Те Раупараха, который показал, что он ведет двойную игру. Ему было предъявлено обвинение в поставке оружия маори, участвовавшим в открытом восстании. Он был схвачен солдатами губернатора Джорджа Грея недалеко от племенной деревни Таупо Па в месте, которое позже будет называться Плиммертон, и содержался без суда в условиях военного положения, а затем был сослан в Окленд, где находился на корабле Каллиопа. Его сын Тамихана изучал христианство в Окленде, и Те Раупараха передал ему торжественное послание, что их племена маори не должны выступать против правительства. Тамихана вернулся во владения отца, чтобы остановить запланированное восстание. Тамихана продал землю Уаирау правительству за 3000 фунтов. Джордж Грей поговорил с Те Раупараха и убедил его отказаться от всех заявленных претензий на землю в долине Уаирау. Затем, осознав, что Те Раупараха стар и болен, губернатор Грей позволил ему вернуться к своему племени в Отаки в 1848 году.
В то время как в Отаки Те Раупараха предоставил материалы и рабочую силу для строительства церкви Рангиатеа (завершенной в 1851 году) для своего местного па. Позже она стала старейшей церковью маори в стране и была известна своим уникальным сочетанием церковного дизайна маори и английского стиля. Те Раупараха не дожил до завершения строительства церкви и умер в следующем году 27 ноября 1849 года.
Сын Те Раупарахи, Тамихана, находился под сильным влиянием миссионерского учения, особенно Октавиуса Хадфилда. Он уехал в Англию в декабре 1850 года и был представлен королеве Великобритании Виктории в 1852 году. По возвращении он был одним из маори, создавших идею создания титула короля маори. Однако он отошел от движения королей и позже стал резким критиком, когда движение стало связано с базирующимся в Таранаки антиправительственным борцом Вирему Кинги.

## Наследие
Те Раупараха сочинил «Ка-матэ» как празднование победы жизни над смертью после своего удачного побега от преследовавших его врагов. Эта хака, или вызов, стала самой распространенной, выполняемой командой "All Black" и многими другими новозеландскими спортивными командами перед международными матчами.
Биография Те Раупарахи была опубликована в начале XX века. Она была написана Уильямом Трэверсом и называлась «Волнующие времена Те Раупарахи».
В Отаки также был установлен мемориал Те Раупарахе.